# ولتاج
ولتاج (به انگلیسی: Voltaj) گروه موسیقی رومانیایی است.
آن ها در مسابقه آواز یوروویژن ۲۰۱۵ نماینده رومانی بودند.